# Sergio di Radonež
Sergij Radonežskij, (in russo Сергий Радонежский?, al secolo Варфоломей, Varfolomej), anche chiamato Sergej Radonežskij e Sergio di Radonež (Varnitsa, 1322 circa – Sergiev Posad, 25 settembre 1392), fu la più autorevole guida spirituale e riformatore monastico della Russia medievale.
Insieme a Serafino di Sarov, è il più venerato dei santi russi. Le fonti su cui si basa la sua biografia provengono dagli scritti dello stesso Sergio e dall'opera di Epifanio il Saggio, suo discepolo, Vita di Sergio di Radonež.

## Biografia
La data della sua nascita è controversa ed è stata collocata da diverse correnti agiografiche rispettivamente nel 1314, nel 1319 e nel 1322. Come narrato dalla sua Vita, scritta nel medioevo, nacque da una famiglia boiara nell'Oblast' di Jaroslavl', ma fu costretto in giovane età a trasferirsi a Radonež a causa dell'improvvisa situazione economica disagiata dei suoi genitori, Cirillo e Maria, costretti a tale passo dopo aver perso tutti i loro beni per la conquista della città da parte di Ivan I di Russia e della successiva deportazione degli abitanti. Trasformatisi da possidenti in contadini, iniziarono a lavorare la terra insieme a Sergio e ai suoi due fratelli Pietro e Stefano, sebbene quest'ultimo decidesse presto di recarsi a Mosca dopo aver preso i voti sacerdotali.

### La vocazione monastica
Alla morte dei genitori, Sergio, spinto da visioni mistiche che lo spronavano a dedicarsi totalmente alla fede, convinse il fratello Stefano ad abbandonare il monastero dove risiedeva e a seguirlo nella vita claustrale. Nel profondo della foresta, nei pressi della collina Makovec, i due decisero di costruire una piccola cella e una chiesa dedicata alla Trinità. In tal modo venne fondato il primo nucleo del monastero che diventerà famoso con il nome di Troice-Sergieva Lavra.

### La separazione dal fratello

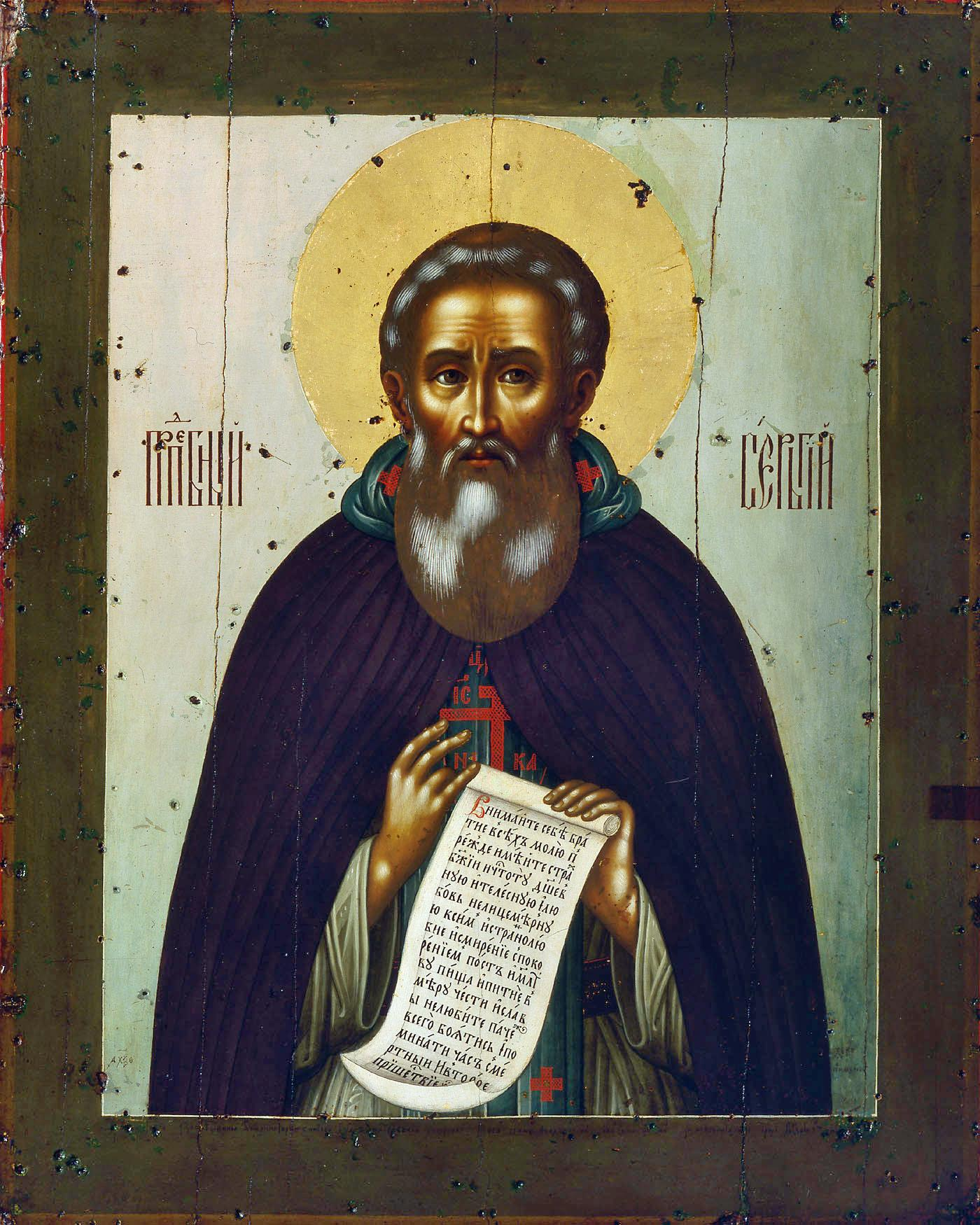
San Sergio

Dopo poco tempo Stefano scelse nuovamente di vivere in un monastero di Mosca. Varfolomej prese invece i voti monastici, con il nome di Sergej, trascorrendo più di un anno solo nel bosco come eremita. Presto tuttavia altri monaci decisero di unirsi a lui e edificarono nuove celle. Nel 1354 questi convinsero Sergej a diventare l'egumeno, ruolo che corrisponde a quello di padre superiore, del monastero che era venuto formandosi. Sergio si dimostrò dapprima titubante di fronte a una scelta che andava profondamente a turbare i propri intenti eremitici ma poi, dopo aver ricevuto l'approvazione del Patriarca di Costantinopoli e del Metropolita di Mosca, acconsenti a guidare il cenobio che si stava costituendo. La regola della comunità ripercorreva quella della Pečers'ka Lavra di Kiev, il cui fondatore, san Teodosio di Pečers'k, fu per Sergio un'importante fonte di insegnamento. Poiché sempre più monaci continuavano ad aggiungersi al nucleo originario, attirati dalla figura di Sergio, presto si formò un posad (insediamento), che successivamente crebbe fino a diventare il paese di Sergiev Posad.

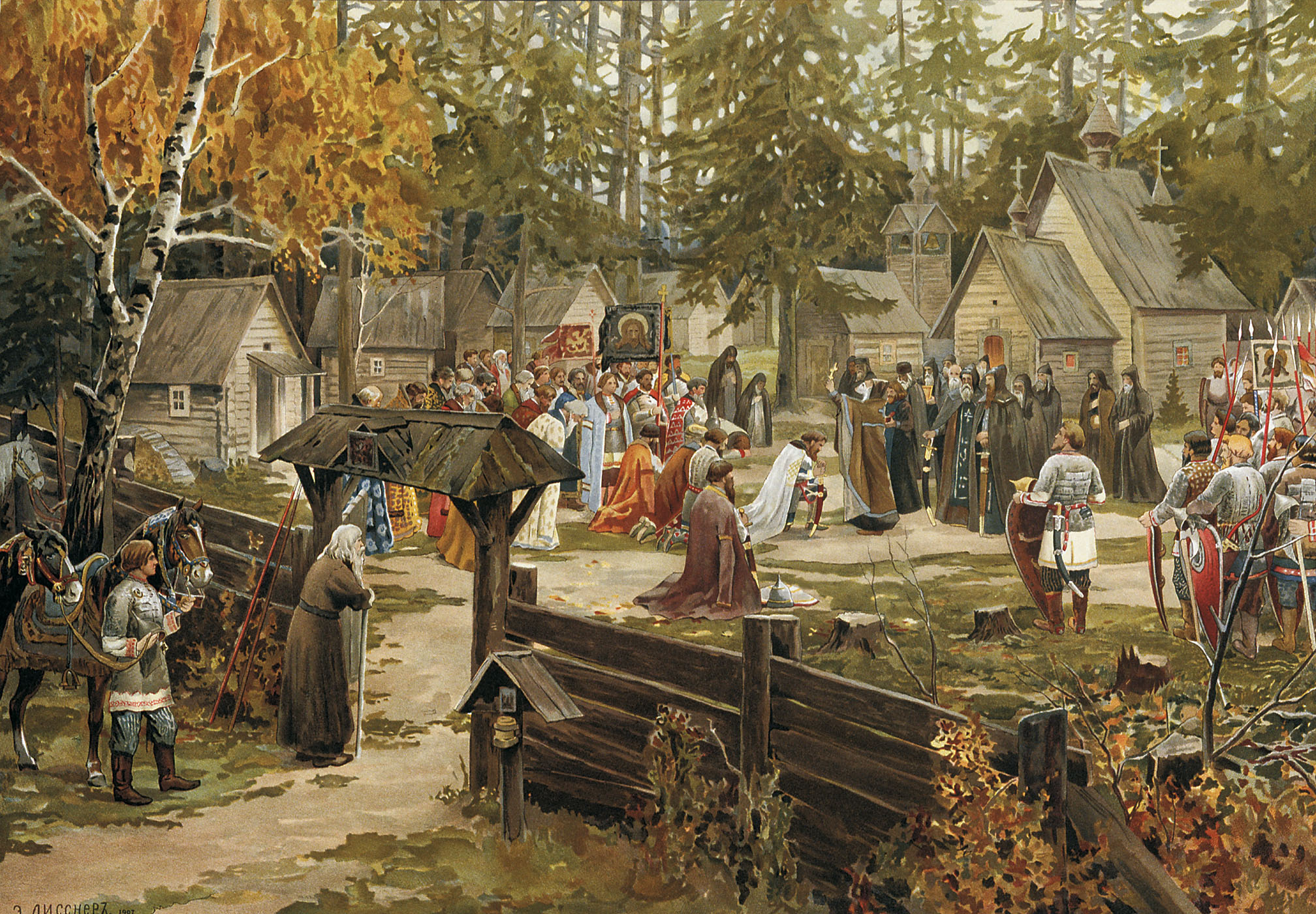
Dipinto raffigurante Sergio mentre benedice Dmitri Donskoj prima della battaglia di Kulikovo.

### Il riconoscimento delle autorità e dei fedeli
Quando la notizia del nuovo gruppo religioso raggiunse il Patriarca di Costantinopoli, Filoteo, questi decise di inviare a Sergio, in segno della propria benedizione per l'opera intrapresa, una carta monasteriale, anche detta kinovija, nella quale lo benediceva nella sua opera e indicava le linee guida nella gestione del monastero. In poco tempo la Troice-Sergieva Lavra diventò un punto di riferimento nel movimento monacale russo, come trecento anni prima era stato la Pečers'ka Lavra per quello della Rus' di Kiev.
Durante il regno di Dmitrij Donskoj, infatti, i suoi discepoli iniziarono a predicare in tutta la Russia centrale e settentrionale, stabilendosi in siti impervi e fondando, a immagine della comunità di Sergio, numerosi monasteri quali quelli di Borisoglebskij, Ferapontov e San Cirillo di Beloozero. San Sergio è inoltre strettamente collegato alla fondazione dei due monasteri moscoviti di Andronnikov e Simonov. In tutto i seguaci di Sergio diedero vita a oltre 400 monasteri facendo crescere in tutta la Russia l'influenza e l'autorità di quest'ultimo. Tuttavia quando il Metropolita Alessio, sul proprio letto di morte, chiese a questi di voler diventare il suo successore nella guida della Chiesa ortodossa russa, Sergio oppose un netto rifiuto, preferendo rimanere un semplice monaco.

### Gli interventi nella vita politica

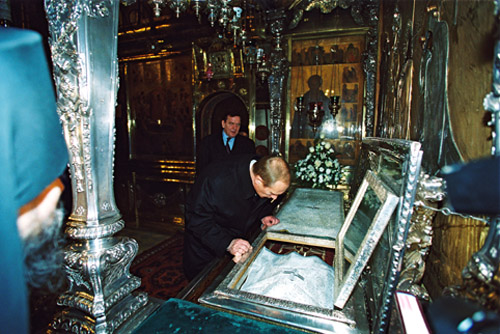
Il presidente Vladimir Putin visita la tomba del santo

Pur vivendo una vita ascetica, Sergio prese parte per ben due volte alla vita politica del proprio Paese. La prima quando fu inviato dallo stesso Alessio a sedare una rivolta nelle città di Tver' e di Nižnij Novgorod, annunciando la sospensione di tutti i servizi liturgici fino al termine della sollevazione, e una seconda volta nel 1380, benedicendo e incoraggiando Dimitri Donskoj nella sua rivolta contro i tatari dell'Orda d'Oro, che porterà alla vittoriosa battaglia di Kulikovo. Alcuni storici interpretano queste azioni attribuendo al santo l'interesse politico della pacificazione e dell'unione delle terre russe sotto la guida di Mosca.

## Il temperamento
Molte leggende devozionali sono confluite a delineare il suo carattere, caratterizzato da una straordinaria mitezza e umiltà. Epifanio racconta ad esempio che una volta ordinò di custodire il fieno per gli animali nella propria cella o decise di invitare a desinare nel refettorio un contadino che lo aveva insultato. Come i monaci del Monastero delle grotte di Kiev anche Sergio e i suoi confratelli si dice fossero spesso visitati da demoni che tentavano invano di spaventarli o di farli cadere in tentazione. Il Santo è inoltre considerato dalla Chiesa ortodossa il primo russo a contemplare la Madonna.

## La canonizzazione
Sergio fu glorificato nel 1452. Le sue reliquie furono rinvenute nel 1422 e furono poste nel monastero di Troice-Sergieva Lavra, da lui fondato. La Chiesa ortodossa lo commemora il 25 settembre, data della sua morte e il 5 luglio, data in cui furono rinvenute le sue reliquie. 
È venerato anche dalla Chiesa cattolica che lo celebra alla data del 25 settembre.